# Remy Damas
Pour les articles homonymes, voir Damas.
Remy Damas, né le 15 septembre 1876 à Mons-lez-Liège et y décédé le 15 décembre 1932 fut un syndicaliste et homme politique belge socialiste.

## Biographie
Damas fut mineur.
Il fut élu sénateur de l'arrondissement de Liège (1921-32).

## Sources
- Het parlement anders bekeken,  Par Emile Toebosch.